# Thomas Schuback
Thomas Schuback, född 16 april 1943, är en svensk pianist och professor. Han har varit kapellmästare vid Kungliga Operan i Stockholm 1975–92, professor i musikalisk gestaltning vid Operahögskolan i Stockholm 1992–2002 och gästprofessor vid samma högskola 2002–09.
Alltsedan han utsågs till Musical Director vid Lyric Opera of Queensland i Brisbane har han haft en omfattande verksamhet i Australien − bland annat vid Australian Opera i Sydney och Australian Chamber Orchestra. Han har också gästspelat i flera operahus i USA, som San Diego Opera och Tampa Opera.
Schubacks repertoar är omfattande och spänner över många epoker med verk som Faust, Romeo och Julia, Madama Butterfly, La Bohème, Trubaduren, La Traviata, Rigoletto, Aida, Läderlappen, Fra Diavolo, Pajazzo, Hoffmanns äventyr, Figaros bröllop, Don Giovanni, Così fan tutte, Albert Herring, Tintomara, Drömmen om Thérèse och Julius Caesar.
Vid Drottningholmsteatern har han svarat för ett mycket ingående forsknings- och instuderingsarbete i samband med att han dirigerat uppmärksammade uppsättningar av bl.a. Mozarts Così fan tutte, Monteverdis Poppeas kröning, Solérs Dianas träd, Voglers Gustaf Adolf och Ebba Brahe, Glucks Paris och Helena och baletten Don Juan.
Tillsammans med Drottningholms Barockensemble har han spelat in gustaviansk operamusik för Musica Sveciae, där Schuback för övrigt är den mest anlitade artisten, även som pianist och kammarmusiker. Bland de sångare han samarbetat med märks Gösta Winbergh, Barbara Bonney, Tatiana Troyanos, Helena Döse, Claes-Håkan Ahnsjö, Elisabeth Söderström, Kerstin Meyer, Håkan Hagegård, Mikael Samuelson och Birgitta Svendén. Diskografin omfattar ett trettiotal grammofonskivor.
Som konsertdirigent har Schuback framträtt med alla de stora svenska symfoniorkestrarna och orkestrar i Skandinavien, USA samt Australien och var konstnärlig ledare för Nationalmusei Kammarorkester 1993–2001. 
Han är ledamot i Kungliga Musikaliska Akademien sedan 1995 och vice preses där 1997–2003. Ordförande i Svenska Dirigentföreningen 2010–14. Han tilldelades Litteris et Artibus 2007.